# Võrumaa
Võrumaa (nemško Kreis Werro; Võro Võromaa) je bila zgodovinska grofija v Estoniji. Zgodovinsko je Võrumaa  obsegala območja sedanjih okrožij Võru, Põlva, Valga in Tartu.

## Starodavno obdobje
Središče poselitve Võrumaa so bili bregovi reke Võhandu. Prvi naselji v Võrumaa, Kääpa in Villal, sta se nahajali na obali jezera Tamula, pri čemer je bilo naselje Kääpa, kjer so ljudje živeli že v prvi polovici tretjega tisočletja pr. n. št., starejše.
V srednjem in zgodnjem železnem veku je na jugovzhodnem delu Estonije nastalo okrožje Ugandi.

## Srednji vek
V 13. stoletju so na ozemlja Latvije in Estonije vdrli Livonski bratje meča; leta 1224 so premagali Ugandi. Po osvojitvi je bila v Ugandiju ustanovljena Škofija Dorpat. V času škofije so na območju Võrumaa za zaščito meje pred Rusi zgradili Kirumpääjski škofovski grad in trdnjavo Vastseliina.
Med Livonsko vojno, ki je trajala od leta 1558 do 1583, je bilo območje Võrumaa pod vladavino Velike kneževine Moskve. Vendar je območje, ki je danes del Estonije, po sporazumu v Jam Zapolskem leta 1582 ostalo pod poljsko oblastjo.

## Ruski imperij
Med veliko severno vojno (1700–1721) je Võrumaa leta 1704 prešla pod oblast Ruskega carstva.